# إدوارد كريغتون
إدوارد كريغتون (بالإنجليزية: Edward Creighton)‏ هو شخصية أعمال أمريكي، ولد في 31 أغسطس 1820، وتوفي في 5 نوفمبر 1874.